# Phare de Minneapolis Shoal

Le phare de Minneapolis Shoal (en anglais : Minneapolis Shoal Light), est un phare du lac Michigan situé dans le nord de la baie de Green Bay près du Big Bay de Noc (en) dans le Comté de Delta, Michigan. 
Ce phare est inscrit au Registre national des lieux historiques depuis le 15 novembre 2006 sous le n° 6001025 .

## Historique
Le trafic maritime du dix-neuvième siècle à Escanaba passait par Peninsula Point et le phare de Peninsula Point avait été créé en 1856.  Cependant, dans les années 1930, le trafic maritime s'était déplacé loin au sud du point, et en réponse des fonds ont été affectés à la station du phare de Minneapolis Shoal en 1932. La construction a été achevée en 1934 et la lumière a été allumée pour la première fois en 1935. La station a ensuite été automatisée en 1979 et est toujours en service. 

## Description
Le phare est une tour octogonale de couleur crème, construite en béton armé, avec une maison de gardien intégrée. C'est un jumeau de la station légère du phare de Grays Reef, construit approximativement en même temps. Le phare se trouve sur une jetée carrée en béton armé qui supporte un bâtiment carré à deux étages. La cave et le premier étage de la base ont été construits pour abriter des générateurs diesel, des chaudières et des compresseurs afin de fournir de l'énergie et de la chaleur à la lumière, au signal de brouillard et aux logements du gardien. Le deuxième étage de la base abritait les quartiers du gardien. La tour terminale du phare est placée au centre du toit du bâtiment. L'ensemble mesure 21 m de haut avec la galerie et la lanterne. La tour est en béton blanc avec une seule bande horizontale rouge et la lanterne est noire.
Il émet, à une hauteur focale de 25 m, une lumière blanche par période de 5 secondes. Sa portée n'est pas connue. Il est équipé d'une corne de brume émettant un souffle par période de 30 secondes, au besoin et d'un transpondeur radar
Identifiant  : ARLHS : USA-500 ; USCG :  7-21610

### Lien connexe
- Liste des phares au Michigan